# 落叶松薹草
落叶松薹草（学名：Carex laricetorum）是莎草科薹草属的植物，为中国的特有植物。分布于中国大陆的吉林等地，生长于海拔1,300米的地区，一般生于疏林下，目前尚未由人工引种栽培。